# Spilosoma impunctata
Spilosoma impunctata är en fjärilsart som beskrevs av Rothschild 1933. Spilosoma impunctata ingår i släktet Spilosoma och familjen björnspinnare. Inga underarter finns listade i Catalogue of Life.